# Monte Mazzone
Il monte Mazzone (1234 m s.l.m.) è una montagna delle Alpi Pennine, in Piemonte. 

## Caratteristiche

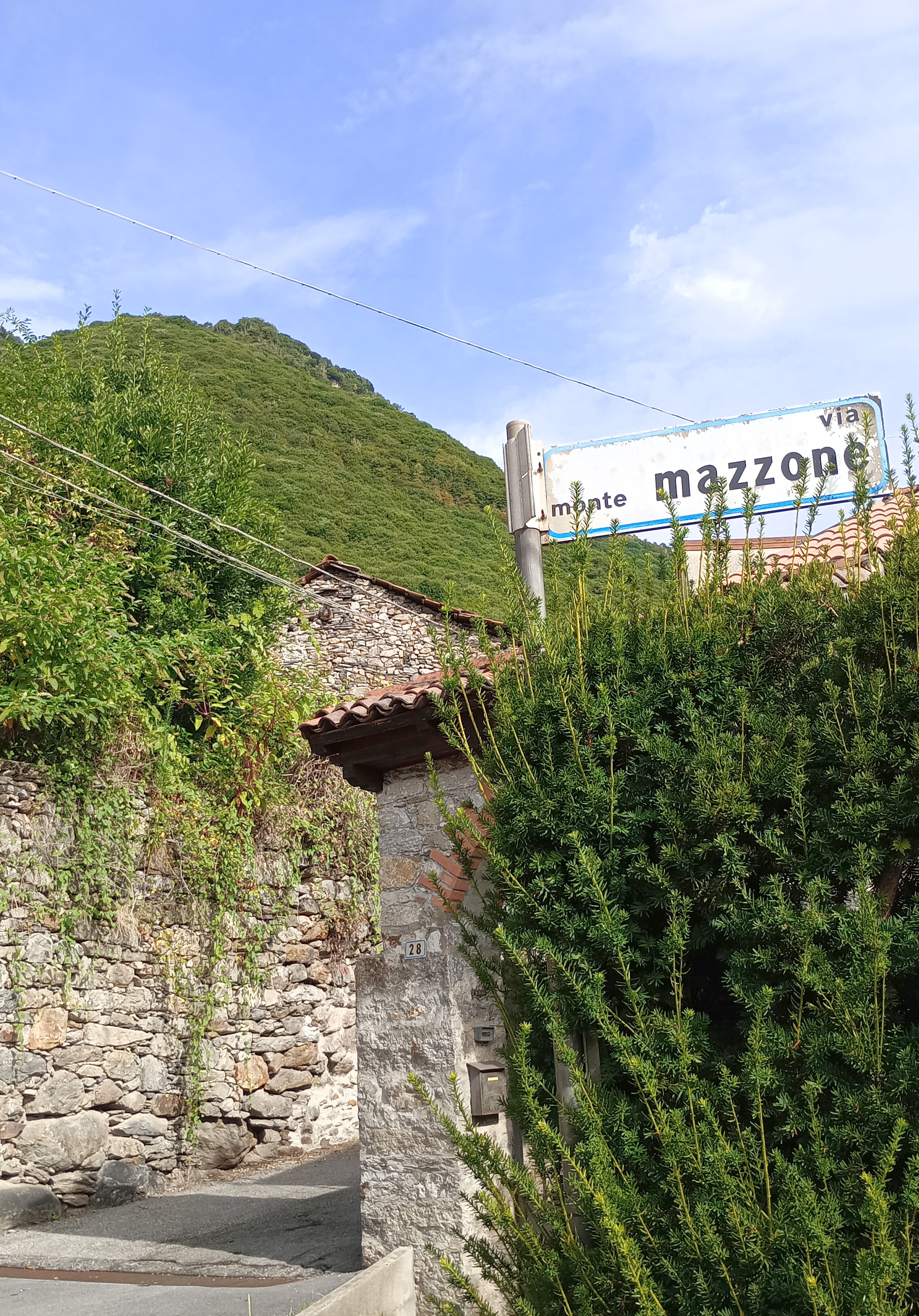
Via monte Mazzone (Cesara), sullo sfondo la parte alta della montagna

La montagna appartiene alle Alpi Cusiane e si trova nel bacino idrografico del Lago d'Orta. Fa parte del crinale che divide la valletta del torrente Qualba (a sud) da quella del Fiumetta. Il crinale verso ovest perde quota con un punto di valico a 1081 m, la "Sella dei Due Faggi", risalendo poi verso il Monte Novesso dove si connette con lo spartiacque Valsesia/Cusio. Sulla sua cima si trovano una croce di vetta e un piccolo cippo geodetico. La montagna amministrativamente appartiene al comune di Cesara, il cui abitato si sviluppa alla sua base. Il monte è caratterizzato da una forma conica e si presenta in generale ricoperto da fitti boschi  con prevalenza di latifoglie. Alcuni alpeggi sorgono non lontani dalla cima, e dall'Alpe Berro, a nord del punto culminante, si gode di un ottimo panorama sulle montagne circostanti. La prominenza topografica del Monte Mazzone è di 153 m.

## Accesso alla vetta

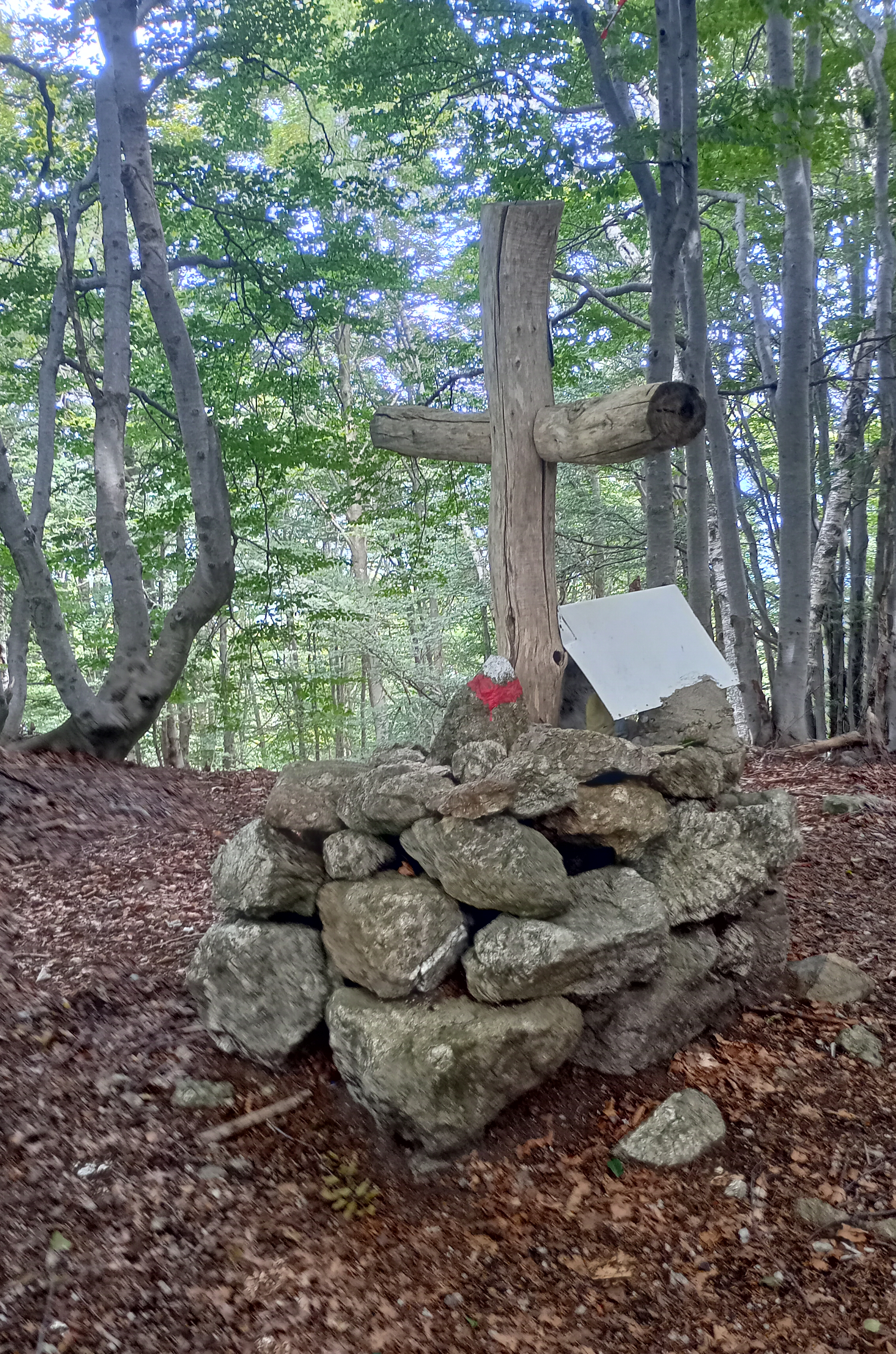
La croce di vetta

La cima del monte Mazzone si può raggiungere per sentiero. Tra i vari itinerari che la toccano c'è quello che percorre il crinale Qualba/Fiumetta e la collega con la Sella dei due Faggi. Da quest'ultima è possibile proseguire, sempre per sentiero, fino al Monte Novesso. Si tratta di percorsi di tipo escursionistico.

## Bibliografia

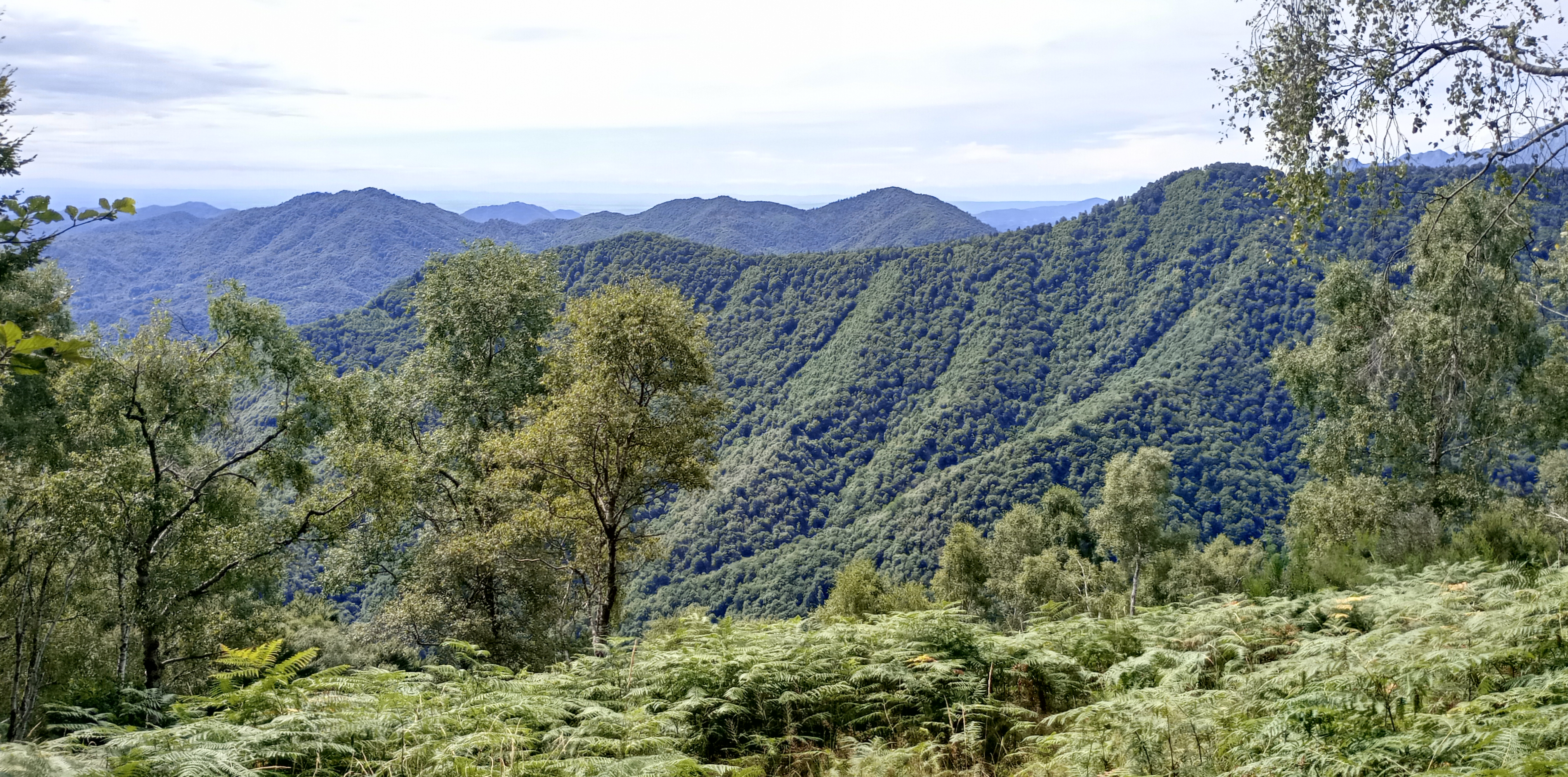
Vista dalla cima del monte in direzione sud-ovest
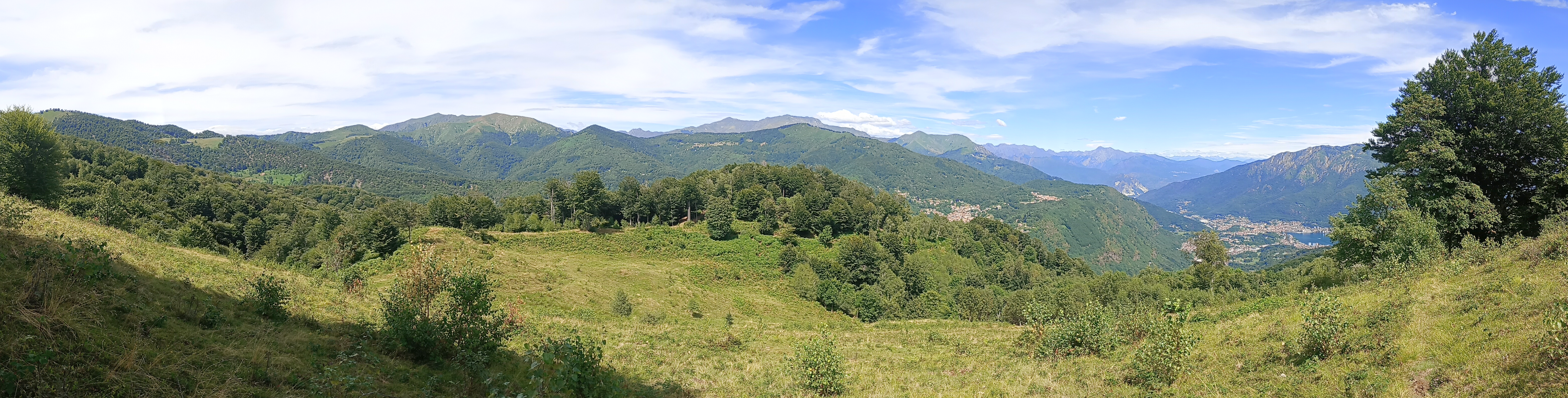
Panorama dall'Alpe Berro